# Piezosternum subulatum
Piezosternum subulatum är en insektsart som först beskrevs av Carl Peter Thunberg 1783.  Piezosternum subulatum ingår i släktet Piezosternum och familjen Tessaratomidae. Inga underarter finns listade i Catalogue of Life.